# Tres Zapotes
Tres Zapotes är en ort i Mexiko.   Den ligger i kommunen San Andrés Tuxtla och delstaten Veracruz, i den sydöstra delen av landet, 400 km öster om huvudstaden Mexico City. Tres Zapotes ligger 128 meter över havet och antalet invånare är 143.
Terrängen runt Tres Zapotes är platt åt sydväst, men åt nordost är den kuperad. Runt Tres Zapotes är det ganska glesbefolkat, med 47 invånare per kvadratkilometer. Närmaste större samhälle är San Andres Tuxtla, 12,3 km norr om Tres Zapotes. Omgivningarna runt Tres Zapotes är en mosaik av jordbruksmark och naturlig växtlighet.